# Феофана
Феофана или Теофана — персонаж греческой мифологии, возлюбленная Посейдона, связанная с мифом о золотом руне.

## В мифологии
Феофана фигурирует только в двух античных текстах. Овидий упоминает её в «Метаморфозах», перечисляя зооморфные браки морского бога Посейдона, а Псевдо-Гигин коротко рассказывает содержание связанного с ней мифа. Согласно Псевдо-Гигину, Феофана была дочерью фракийца Бисальта, сына Гелиоса и Геи, эпонима племени бисальтов. Она отличалась необычайной красотой, а потому к ней сватались многие молодые люди. Посейдон похитил Феофану и перенес на остров Крумисса; женихи девушки на корабле тоже отправились туда. Посейдон решил обмануть их: он превратил Феофану в «очень красивую овцу», а вместе с ней стали овцами и жители Крумиссы. Посейдон тоже превратился в барана. Женихи Феофаны, не найдя на острове людей, начали забивать овец на мясо. Тогда морской бог превратил их в волков, а сам сочетался с Феофаной. От этой связи родился тот самый баран по имени Крий с золотым руном, который перенёс Фрикса в Колхиду и за чьей шкурой позже отправились аргонавты.
Исследователи в связи с этим рассказом отмечают, что превращение в животных жителей целого города не встречается больше ни в одном греческом мифе. Предположительно этот сюжет связан с комической традицией. Остров Крумисса тоже нигде больше не упоминается, и неясно, о каком географическом объекте идёт речь.